# 莉亞·蕾米妮
莉亞·瑪麗·蕾米妮（Leah Marie Remini，生于1970年6月15日）是美国女演员。她在CBS长期播放的處境喜剧《皇后區之王》（1998-2007）中饰演Carrie Heffernan，及後於CBS處境喜剧《全民先生》（2017-2018）中饰演Vanessa Celluci，与凯文·詹姆斯一起出演。  
她因联合制作并主持了A&E纪录片系列《莉亞·蕾米妮：山達基及其後果》（2016-2019），而获得了两项黄金时段艾美奖杰出主持非小说系列或特别奖。她还主持了清談节目《The Talk》（2010–2011）。蕾米妮出演多部电影，包括喜剧《重返校園》 （2003年）、懸疑喜剧《Handsome》（2017年），以及浪漫喜剧《重塑人生》（2018年）。
蕾米妮从小就成为山达基教会的成员后，但于2013年离开了该组织。两年后，蕾米妮出版了她的书《麻煩製造者：倖存的好萊塢和山達基》，这本回忆录成为《纽约时报》畅销书排行榜的第一名。2016年，她在A&E上拍摄了艾美奖获奖纪录片電視系列《莉亞·蕾米妮：山達基及其後果》，她在節目上为山達基的受害者和幸存者创建了一个平台。
自2020年7月以来，蕾米妮与Mike Rinder一起共同主持播客《山達基：公平遊戲》。 